# Issey Miyake

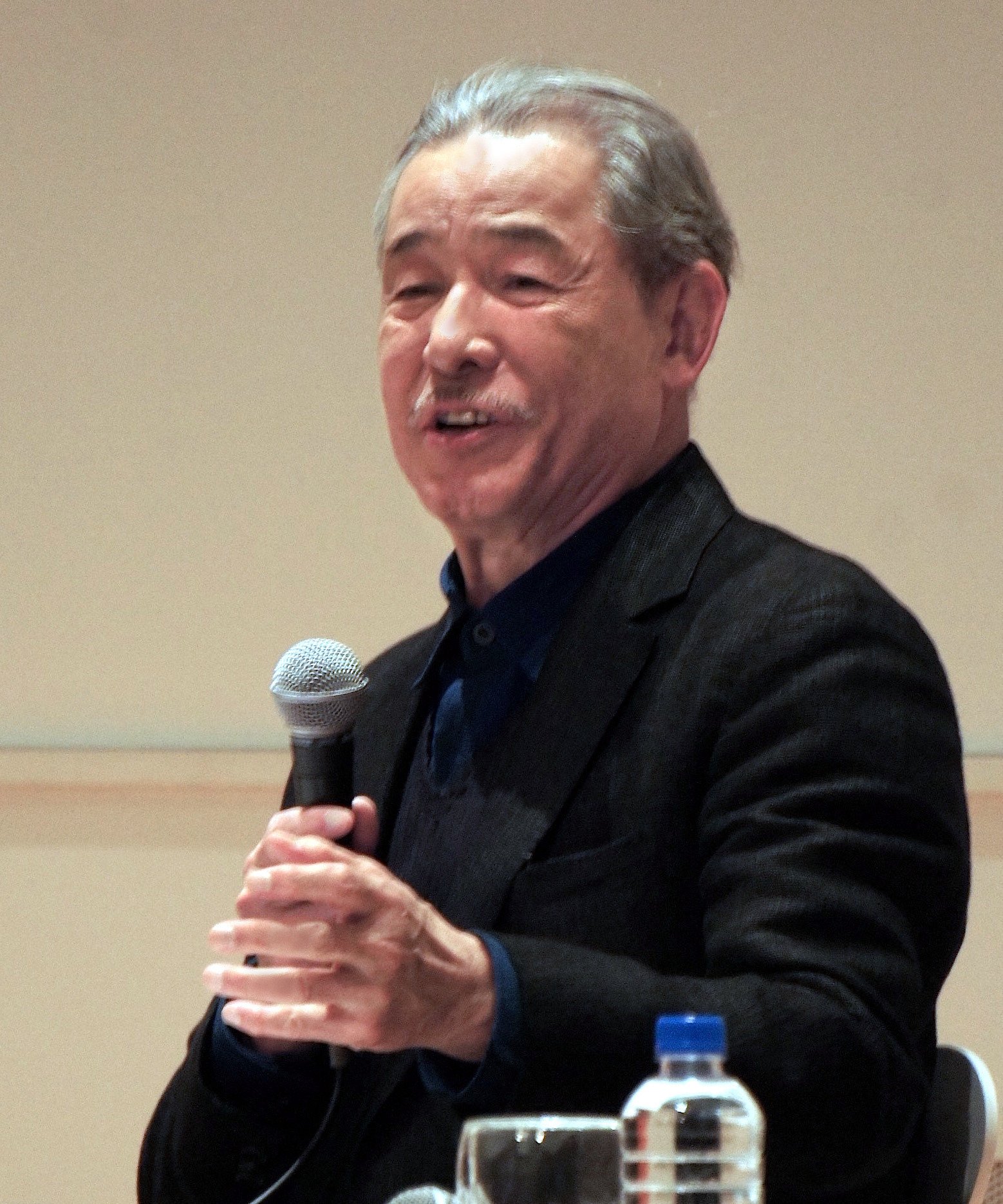
Issey Miyake in 2016

Issey Miyake (三宅 一生, Miyake Issei) (Hiroshima, 22 april 1938 – Tokio, 5 augustus 2022) was een Japanse ontwerper. Hij stond bekend om zijn technologie-gedreven kledingontwerpen, tentoonstellingen en parfums. Hij ging eind jaren '90 met pensioen als ontwerper, maar bleef betrokken bij tentoonstellingen en onderzoek.

## Leven en carrière
Miyake werd geboren op 22 april 1938 in Hiroshima, waar hij op 7-jarige leeftijd werd blootgesteld aan de Amerikaanse atoombom in augustus 1945. Miyake onthulde zijn ervaringen pas in 2009, toen de toenmalige Amerikaanse president Barack Obama pleitte voor een wereld zonder kernwapens.

### Opleiding en vroege carrière
Als kind wilde hij danser worden. Zijn interesse in mode begon met het bestuderen van de modebladen van zijn zus. Hij studeerde grafische vormgeving aan de Tama Art University in Tokio en studeerde er in 1964 af. Hij deed met een aantal ontwerpen mee aan een modewedstrijd aan het Bunka Fashion College in Tokio. Hij won echter niets vanwege zijn gebrek aan ervaring met patronen maken en naaien. Na zijn afstuderen schreef hij zich in aan de Chambre syndicale de la couture parisienne in Parijs en ging hij in de leer bij Guy Laroche en Hubert de Givenchy.
In 1969 verhuisde hij naar New York, waar hij artiesten als Christo Javacheff en Robert Rauschenberg ontmoette. Hij volgde 's-avonds Engelse lessen aan de Columbia-universiteit en het Hunter College terwijl hij werkte voor ontwerper Geoffrey Beene. In 1970 keerde hij terug naar Tokio waar het enthousiasme rond de Expo 70 hem aanstak, en richtte hij de Miyake Design Studio op als hoogwaardige producent van damesmode.
Van jongs af aan respecteerde Miyake kunstenaar Isamu Noguchi, wiens nieuwheid en gevoel voor plezier in zijn ontwerpen Miyake inspireerden. Hij werd ook geïnspireerd door het gebruik van geometrische berekeningen en het gebruik van 'een enkel stuk mooie stof' door modeontwerper Madeleine Vionnet.

### Jaren '80
Moderedacteur Sylvia Rubin van de San Francisco Chronicle schreef aan Miyake en Babette Pinsky toe dat zij de plooien van de Spaanse couturier Mariano Fortuny uit begin 20e eeuw in de jaren tachtig "opnieuw hadden uitgevonden".
Aan het eind van de jaren tachtig begon hij te experimenteren met nieuwe plooimethodes die zowel de drager flexibiliteit zouden bieden als het gemak van onderhoud en productie. De kledingstukken worden eerst gesneden en genaaid, vervolgens tussen lagen papier geklemd en in een hittepers gevoerd, waar ze worden geplooid. De stof houdt de plooien vast en als de kledingstukken uit hun papieren cocon zijn bevrijd, zijn ze klaar om te dragen. Miyake realiseerde zich dat de nieuwe methode om kleding te maken goed past bij dansers. Nadat hij had bestudeerd hoe dansers bewegen, stuurde hij 200 tot 300 kledingstukken voor dansers om in elke uitvoering van The Last Detail een andere te kunnen dragen. Dit leidde tot de ontwikkeling van het collectie Pleats, Please en inspireerde hem om dansers in te zetten om zijn werk te tonen.
Hij had een lange vriendschap met de in Oostenrijk geboren aardewerkkunstenaar Dame Lucie Rie. Ze stelde hem haar collectie keramische knopen uit de Tweede Wereldoorlog ter beschikking, waarvan hij er een aantal in zijn ontwerpen integreerde.
Hij ontwikkelde ook een vriendschap met Steve Jobs van Apple die hem vroeg een colbertuniform te ontwerpen voor zijn werknemers (dit idee werd niet positief ontvangen door de werknemers). Jobs zei later in een biografie: "Dus ik vroeg Issey om een paar van zijn zwarte coltruien voor me te maken die ik leuk vond, en hij maakte er honderd voor me." Deze zouden een onderdeel zouden worden van Jobs' kenmerkende kleding.

### Jaren '90 en later
In 1994 en 1999 droeg Miyake het ontwerp van respectievelijk de heren- en damescollecties over aan zijn compagnon, Naoki Takizawa, zodat hij zich weer volledig kon richten op onderzoek. In 2007 opende Naoki Takizawa zijn eigen merk (ondersteund door de Issey Miyake Group) en werd hij als creatief directeur vervangen door Dai Fujiwara, die tot 2012 het House of Issey Miyake leidde. De ontwerptaken werden gesplitst vanaf de lente/zomer 2012 collecties, waarbij Yoshiyuki Miyamae werd aangesteld als hoofdontwerper van de damescollectie en Yusuke Takahashi die de herenlijn ontwierp.
Tussen 1996 en 1999 werkte Miyake samen met artiesten voor zijn serie Guest Artist. De eerste samenwerking was met fotograaf en collagemaker Yasumasa Morimura; andere artiesten met wie hij daarna samenwerkte waren Nobuyoshi Araki, Tim Hawkinson en Cai Guo-Qiang.
Vanaf 2012 was hij een van de directeuren van 21 21 DESIGN SIGHT, het eerste designmuseum van Japan. Vanaf maart 2016 werd de grootste overzichtstentoonstelling van zijn werk georganiseerd in The National Art Center in Tokio, ter ere van zijn 45-jarige carrière.
Op 5 augustus 2022 overleed Miyake aan leverkanker.

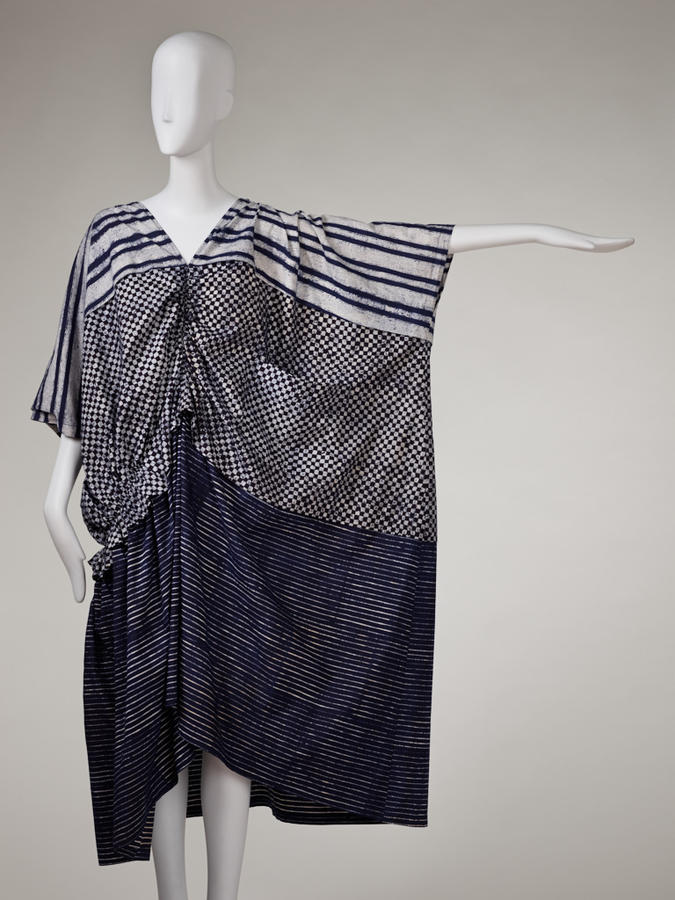
1984 'Indigo Batik' katoenen kaftan jurk, RISD Museum
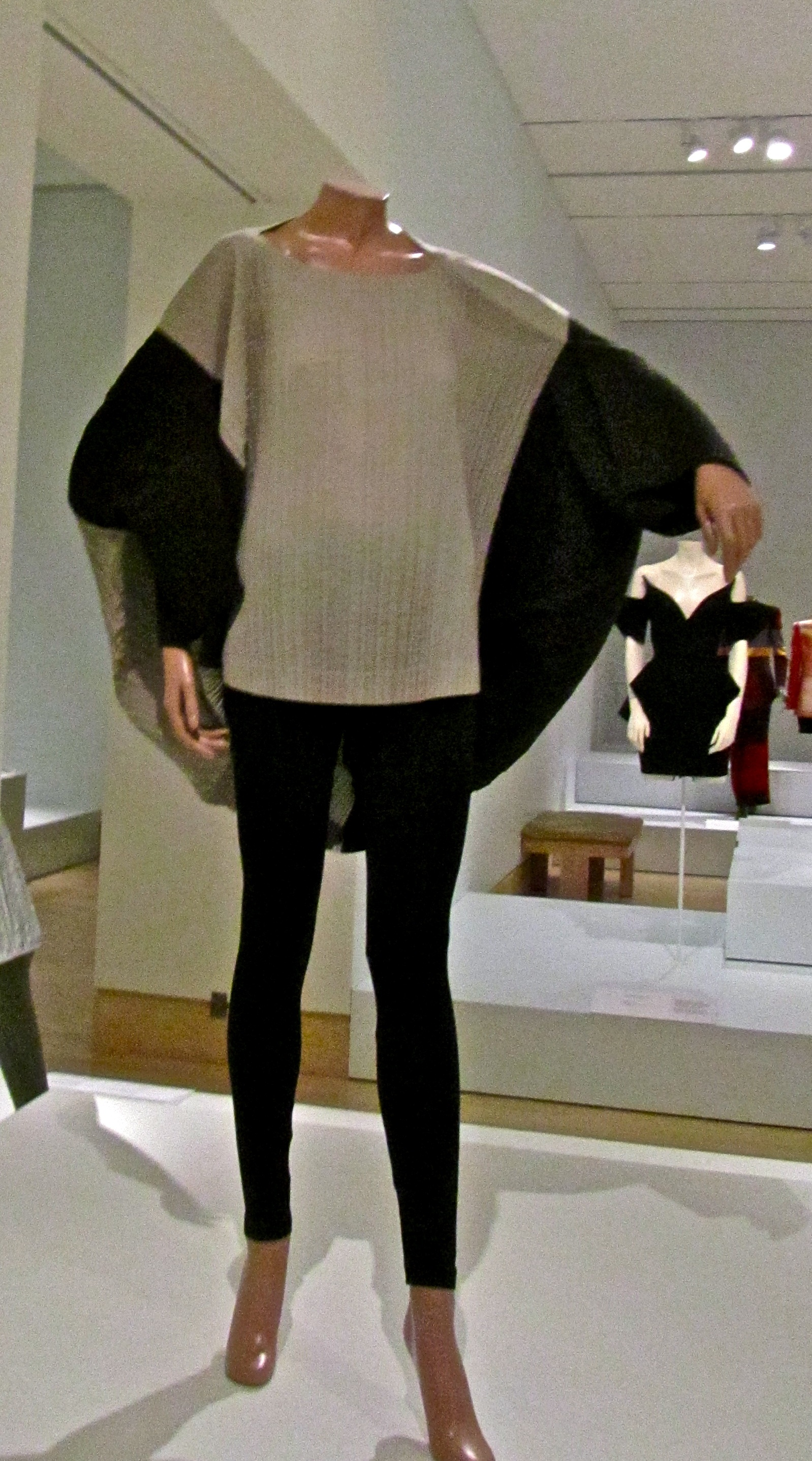
1990 'Rhythm Pleats' collectie
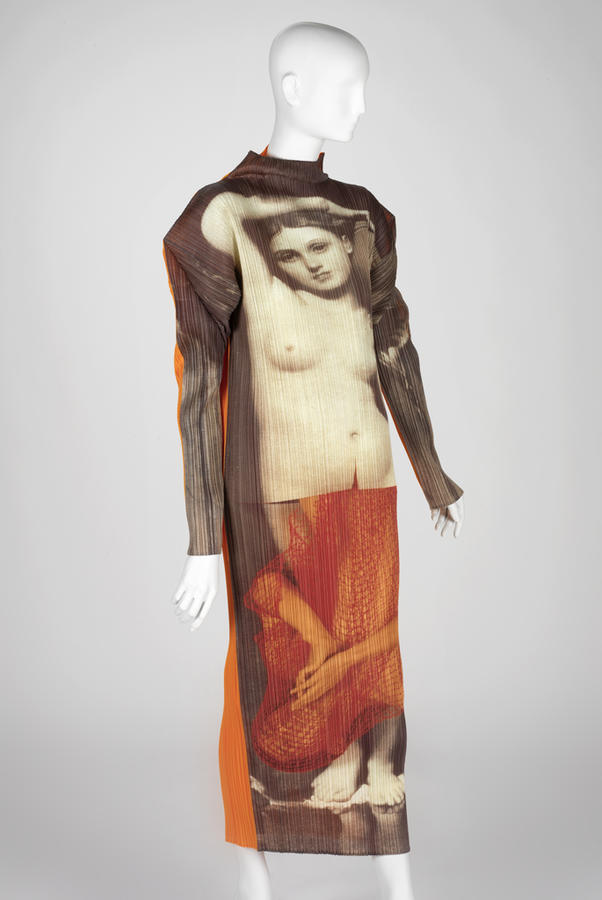
1996-7 'Guest Artist' ontwerp, Yasumasa Morimura voor Miyake, RISD Museum
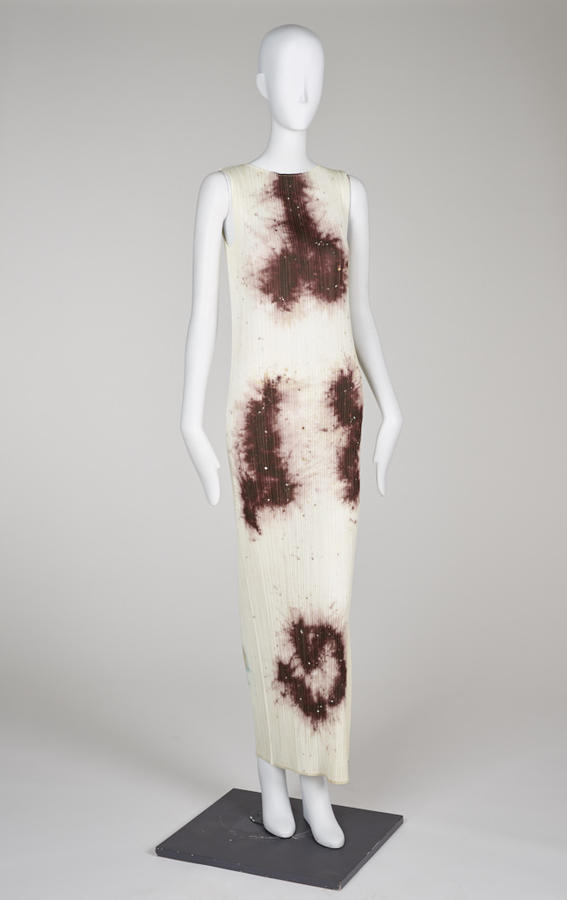
1998 'Guest Artist' ontwerp, Cai Guo-Qiang voor Miyake, RISD Museum
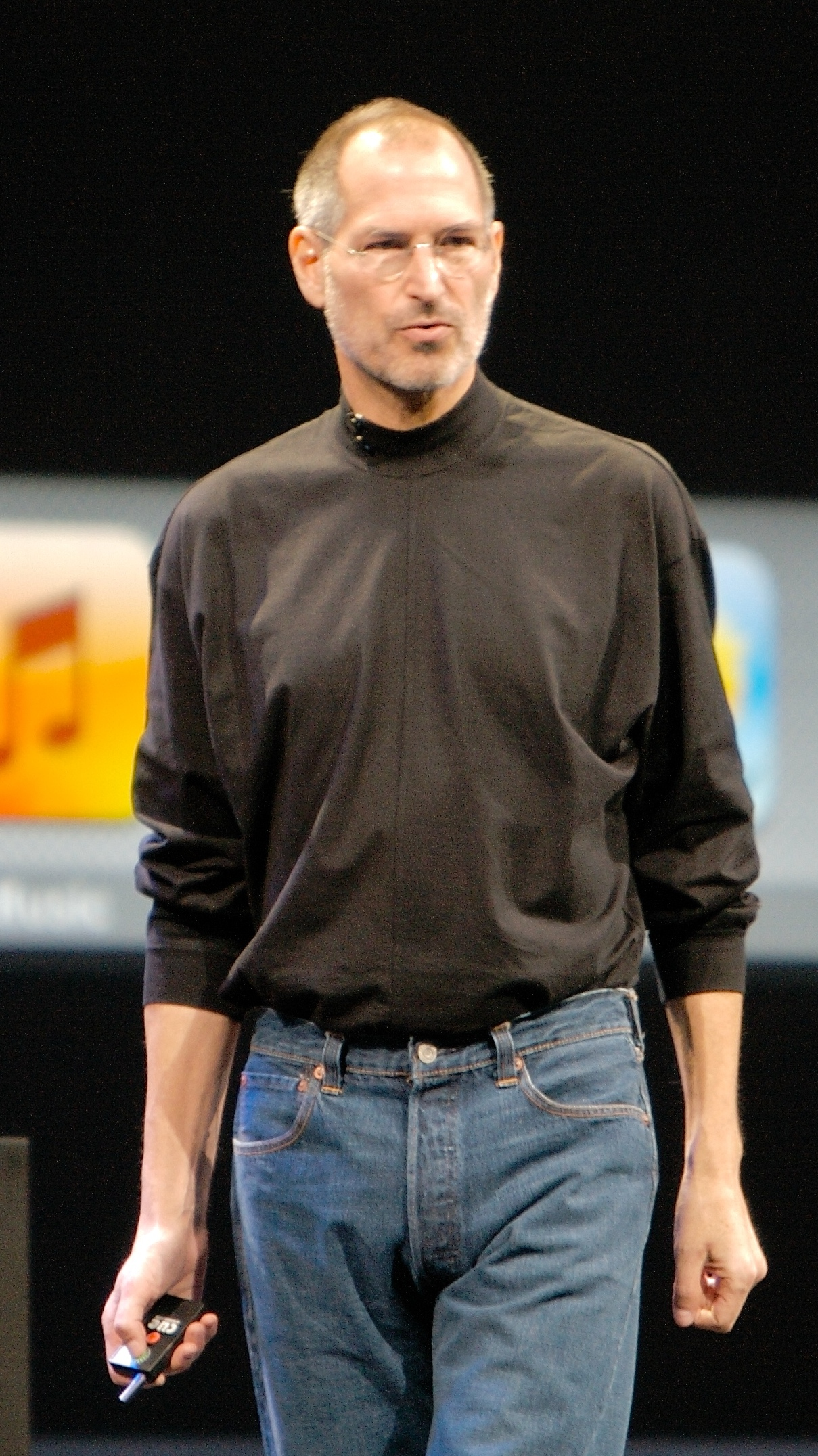
Steve Jobs draagt zijn kenmerkende zwarte mock coltrui van Issey Miyake

## Merken
Onder het leiderschap van Miyake werden diverse collecties en merken gelanceerd. De individuele collecties werden na zijn "pensionering" in 1997 ontworpen door zijn werknemers, hoewel Miyake de grote lijn zou blijven overzien.
- Issey Miyake - hoofdcollectie, onderverdeeld in herencollecties (sinds 1978/85) en damescollecties (sinds 1971), ontworpen door Dai Fujiwara[19] (opvolger van Naoki Takizawa in 2006)[20]
- Issey Miyake Fête - kleurrijke dameslijn die "is gebaseerd op de technologische innovaties van Pleats Please" (Fête betekent 'feest' in het Frans ) (sinds 2004)
- Pleats Please Issey Miyake - polyester jersey kledingstukken voor vrouwen die eerst worden met nadrukkelijke meskantplooien. Miyake patenteerde de techniek in 1993[21]
- HaaT - dameslijn, ontworpen door Miyake's voormalige textielontwerper, Makiko Minagawa. HaaT betekent 'dorpsmarkt' in het Sanskriet, en het woord klinkt vergelijkbaar met 'hart' in het Engels.[22]
- A-POC - collectie op bestelling voor dames en heren. "Buizen" stof worden machinaal bewerkt en kunnen door de consument in verschillende vormen worden gesneden. A-POC is een acroniem van a piece of cloth en is bijna een homofoon van 'epoch'.[17][19][23]
- 132 5. Issey Miyake - een evolutie van het A-POC-concept. Werken worden gepresenteerd als tweedimensionale geometrische vormen gemaakt van gerecycled polyethyleentereftalaat vermengd met natuurlijke vezels en kleurstoffen, die zich vervolgens ontvouwen tot gestructureerde kledingstukken.[24] (sinds 2014)
- me Issey Miyake - lijn van "exclusieve one-size shirts die uitrekken om de drager te passen" die worden verkocht in een plastic buis, genaamd Cauliflower (bloemkool) voor de niet-Aziatische markt.[25] (sinds 2001)
- Bao Bao Issey Miyake - tassenlijn
- Issey Miyake Watches - heren- en dameshorloges
- Issey Miyake Parfums - lijn van geuren voor mannen en vrouwen. Zie hieronder.
- Evian door Issey Miyake - fles met beperkte oplage ontworpen door Issey Miyake voor Evian water.
- Issey Miyake onderhield een vrijstaande winkel, genaamd ELTTOB TEP Issey Miyake (omgekeerde van 'Pet Bottle') in Osaka, waar het volledige scala aan lijnen beschikbaar was.
- 21 21 Design Sight (a play on 20/20 vision ) is een onderzoekscentrum in museumstijl voor design, gebouwd door Tadao Ando, dat in maart 2007 werd geopend in Roppongi, Tokio. Het centrum werd geleid door Issey Miyake (tot zijn dood in 2022) en vier andere Japanse ontwerpers, en beheerd door The Miyake Issey Foundation .[26][27]
- De Miyake Issey Foundation, opgericht in Tokio in 2004, exploiteert het 21_21 Design Sight- centrum, organiseert tentoonstellingen en evenementen en publiceert literatuur.
- Issey Skyline - geproduceerd in beperkte hoeveelheden om de release van de Nissan Skyline in 1982 te promoten.

## Parfums
Zoals veel modeontwerpers had Issey Miyake ook een parfumlijn. Zijn eerste geur, de lichte aquatisch-bloemige L'eau d'Issey voor vrouwen, werd gelanceerd in 1992. De naam L'eau d'Issey (Engels: Issey's water) is een woordspeling. In het Frans klinkt het identiek aan "l'odyssée" (Engels "de odyssee"). De fles, ontworpen door Miyake zelf, is gebaseerd op het uitzicht op de maan achter de Eiffeltoren vanuit zijn appartement in Parijs. 
De geur werd in 1994 opgevolgd door L'eau d'Issey Pour Homme (voor mannen). L'eau Bleue d'Issey Pour Homme werd in 2004 geïntroduceerd, en het afgeleide L'eau Bleue d'Issey Eau Fraiche dat in 2006 werd geïntroduceerd. Vanaf 2007 bracht Issey Miyake elk jaar een "limited time only" geur voor dames uit, waarvoor hij een "gast"-parfumeur inschakelde. In 2007 lanceerde hij 'Drop on a Petal' en in 2008 lanceerde hij 'Reflections in a Drop'. Een nieuwe Issey Miyake herengeur, L'eau d'Issey Pour Homme Intense, werd in juni 2007 op Nordstrom in de Verenigde Staten geïntroduceerd, met een grotere wereldwijde uitrol in september 2007. Issey Miyake-geuren worden geproduceerd onder een langetermijnovereenkomst door de Beauté Prestige International -divisie van Shiseido, die ook geuren produceert voor Narciso Rodriguez, Elie Saab en Jean-Paul Gaultier . 

## Onderscheidingen
- In 2005 ontving hij het Praemium Imperiale voor beeldhouwkunst.[28]
- In 2006 won de Kyoto-prijs voor kunst en filosofie[29]
- Japanse Orde van Culturele Verdienste, 2010[30]
- XXIII Premio Compasso d'Oro ADI, 2014, voor de lampenlijn IN-EI Issey Miyake, bij Artemide.[31]